# Басс Рівз
Басс Рівз (англ. Bass Reeves; липень 1838 — 12 січня 1910) був колишнім поневоленим, який став американським поліцейським. Він був одним із перших чорношкірих заступників маршалів США і перший з території на захід від річки Міссісіпі.. Працював переважно на Iндіанській території.

## Ранні роки
Рівз народився в рабстві в окрузі Кроуфорд, штат Арканзас, у 1838 році. Його назвали на честь діда Басс Вашингтон. Рівз та його родина були власністю легіслатора штату Арканзас Вільяма Стіла Рівза. Коли Бассу було вісім років, близько 1846 року, Вільям Рівз переїхав до округу Грейсон, штат Техас, неподалік від Шермана в колонії Пітерс. Ймовірно, Рівза залишив як слугу сину Вільяма Стіла Рівза, полковник Джордж Р. Рівз, техаський шериф, законодавець і колишній спікер Палати представників Техасу.
Під час початку громадянської війни в США, Джордж Рівз приєднався до армії Конфедерації, взявши з собою Басса. Невідомо точно, як і коли, але в певний момент під час цього конфлікту він здобув свободу. Зрештою, завдяки скасуванню рабства Тринадцятою поправкою в 1865 році, він був звільнений від рабства. Будучи вільновідпущеним, Рівз повернувся до Арканзасу і займався фермерським господарством поблизу міста Ван Бюрена.

## Кар'єра
До 1875 року Басс Рівз та його сім'я займалися сільським господарством, але все змінилося, коли Ісаак Паркер був призначений федеральним суддею Індійської території. Паркер призначив Джеймса Ф. Фагана маршалом США, доручивши йому найняти команду з 200 заступників маршалів США. Фаган, дізнавшись про Рівза, який володів знанням території та вмів говорити кількома мовами корінних народів, запросив його стати депутатом. Він завербував його в депутати; 37-річний Рівз був першим темношкірим депутатом, який служив на заході від річки Міссісіпі. Рівз був призначений заступником маршала США у Західному окрузі Арканзасу, що також включав в себе Територію корінних резервацій. Там він прослужив до 1893 року. Того ж року він на короткий час переїхав до Перису, штат Техас . У 1897 році його знову перевели, і він служив у федеральному суді в Маскогі на рідній території.
Протягом 32 років Басс Рівз служив федеральним офіцером миру на індіанських територіях, ставши одним із найцінніших заступників судді Паркера. Протягом цього періоду він привів одних із найнебезпечніших утікачів того часу, і навіть при тому, що йому декілька разів відрізали капелюх і пояс, він ніколи не отримав поранень.
У додаток до своїх навичок стрільби з гвинтівки та револьвера, Басс Рівз також розвинув чудові детективні навички протягом своєї тривалої кар'єри. При виході на пенсію в 1907 році, він мав вражаючий показник — тисячі арештів злочинців, за деякими оцінками понад 3000. Згідно з його некрологом, він убив 14 розбійників, щоб захистити своє життя. Рівзу довелося заарештувати власного сина за вбивство; Бенджаміна «Бенні» Рівза звинуватили у вбивстві його дружини. Незважаючи на те, що злочинцем був його син, Рівз, тим не менш, наполягав на тому, щоб притягнути Бенні до відповідальності. У звітах про інцидент повідомляється, що Бенні або був затриманий батьком, або просто здався. Зрештою його судили та засудили, він відсидів 11 років у Форт-Лівенворті в Канзасі, перш ніж його вирок було замінено; як повідомляється, після цього він прожив решту свого життя як зразковий громадянин.
Коли Оклахома стала штатом у 1907 році, Басс Рівз, якому тоді було 68 років, став офіцером департаменту поліції Маскогі. Він прослужив два роки, перш ніж захворів та пішов у відставку.

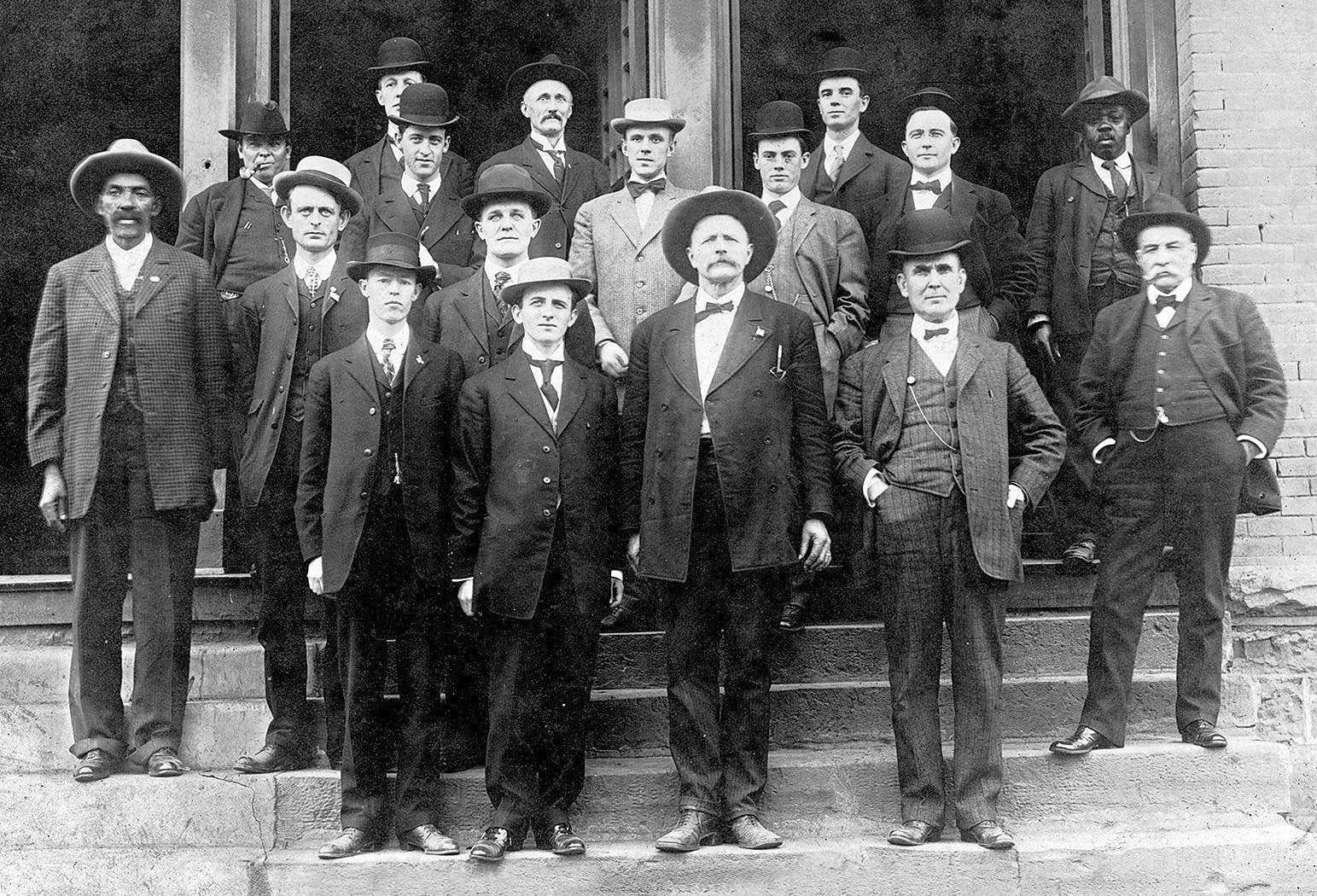
Рівз (зліва) з групою маршалів у 1907 році

Одного разу Рівза звинуватили у вбивстві кухаря з помічної групи шерифа. Перед суддею Паркером Рівз стверджував, що застрелив чоловіка випадково, коли чистив свій пістолет; його інтереси представляв колишній прокурор Сполучених Штатів В. Х. Клейтон, який був колегою та другом. Зрештою Рівзу повірили і виправдали, можливо, через його виняткову історію.
Після виходу на пенсію здоров'я Рівза почало погіршуватися. Він помер від гломерулонефриту 12 січня 1910 року.

## Родина і нащадки
Рівз був одружений двічі та мав одинадцятерьох дітей. У 1864 році він одружився з Неллі Дженні, а після її смерті, одружився знову з Вінні Самтер у 1900 році. Його дітей звали Нюланд, Бенджамін, Джордж, Лула, Роберт, Саллі, Едгар, Басс, Гаррієт, Гомер і Еліс.
Він був дядьком Пола Л. Брейді, який став першим темношкірим чоловіком, призначеним федеральним адміністративним суддею.
Його пра-правнук — колишній гравець Національної футбольної ліги та Канадської футбольної ліги, Віллард Рівз, а його пра-пра-правнуки — гравець Національної хокейної ліги Райан Рівз і гравець CFL Джордан Рівз. Дід Райана Рівза змінив одну букву у прізвищі. Але це не підтверджено істориками та/або генеалогами.

## Спадщина

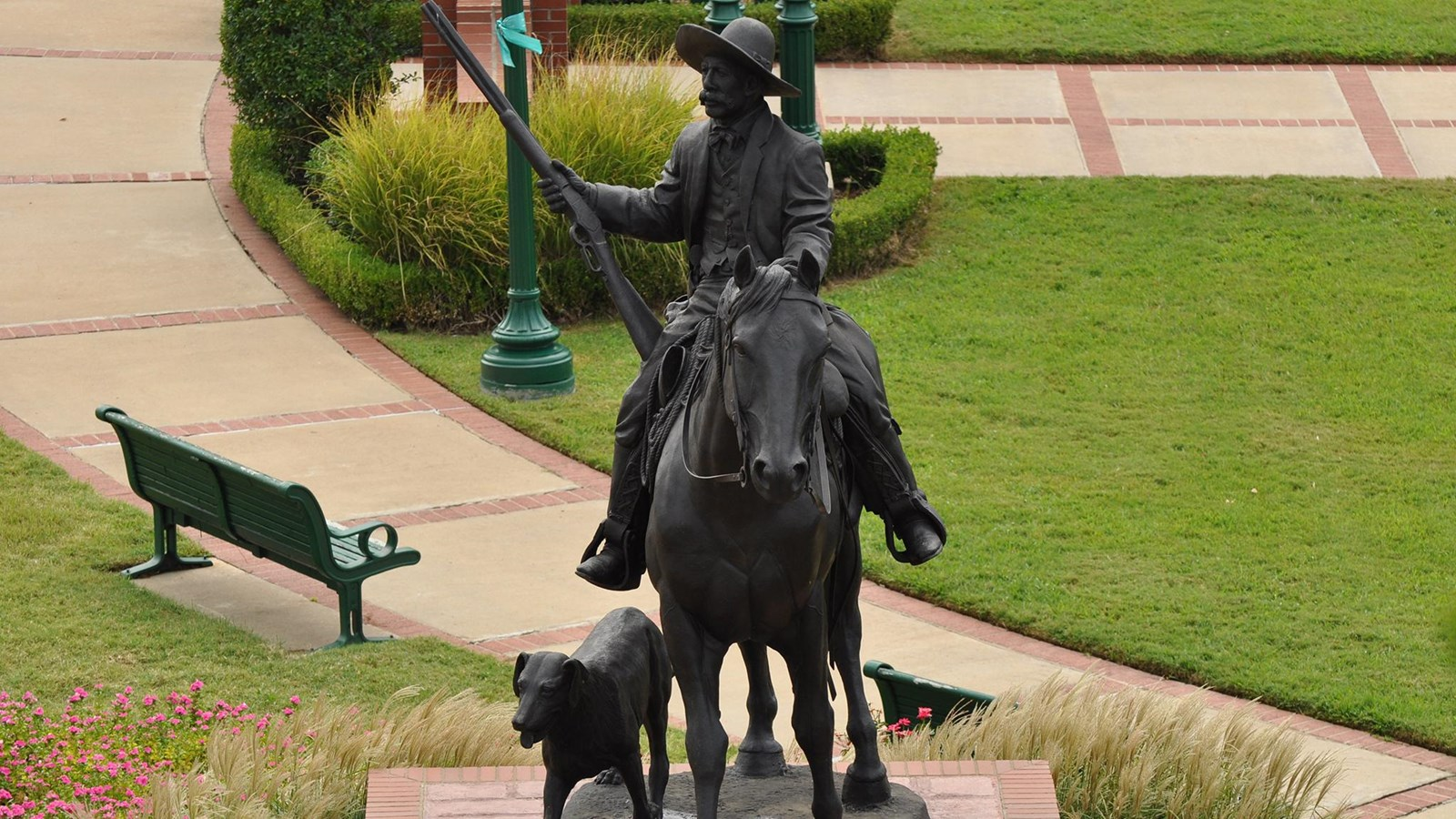
Пам'ятник Бассу Рівзу у Форт-Сміті, Арканзас

- У 2011 році міст US-62, який перетинає річку Арканзас між Маскогі та Форт-Гібсон, штат Оклахома, був перейменований у Меморіальний міст Басса Рівза[17].
- У травні 2012 року в парку Пендерграфт у Форт-Сміті, штат Арканзас, була встановлена бронзова статуя Рівза — робота скульптора з Оклахоми Гарольда Холдена[18].
- У 2013 році його включили до Техаської стежки слави[19].

### Телебачення
- Рівз — тема 6 епізоду 1 сезону під назвою «Бас Рівз: Законодавець-новатор» (2021) серіалу Roku «Хроніки Дикого Заходу».
- Рівз є об'єктом епізоду 4 сезону 2 під назвою «Справжній самотній рейнджер» у Стрілки[20]
- Рівз займає важливе місце в епізоді серіалу «Як це зроблено», в якому колекційна статуетка Баса Рівза, випущена обмеженим тиражем, показана на різних етапах виробничого процесу[21]
- У «Вбивстві Джессі Джеймса», епізоді телесеріалу Timeless (1 сезон, епізод 12), Рівза зіграв Колман Домінго .[22]
- Рівз був учасником епізоду «П'яна історія» «Оклахома», де його роль зіграв Джаліл Вайт[23].
- У «Всі знають», епізоді другого сезону телесеріалу «Вайнонна Ерп», Рівза зіграв Адріан Холмс[24].
- Рівз згадується в сюжеті «Королівської сім'ї», епізоду другого сезону телесеріалу «Грінліф». Ім'я Рівза використовується як псевдонім пастором Бейсі Сканксом, щоб підтримувати свою церкву прибутками від азартних ігор[25].
- Статус Рівза як одного з перших темношкірих шерифів відіграє важливу роль як модель для наслідування в дитинстві для персонажа Вілла Рівза в телесеріалі «Вартові» . Рівза зображує Джамал Акакпо в трьох епізодах вигаданого німого фільму 1920-х років, заснованого на подвигах Рівза під назвою «Довіра закону»[26].
- Рівз згадується в сезоні 3, епізод 2 телесеріалу «Виправдано», коли два маршали США обговорюють своїх найулюбленіших історичних маршалів США[27].
- Рівз з'являється в епізоді «Напруженого вестерну» «Легенди завтрашнього дня», роль якого виконує Девід Ремсі. Ремсі відомий тим, що зіграв союзника Зеленої Стріли та довіреного Джона Діґгла у Arrowverse з самого початку. У контексті Рівза зображують як предка Діґгла, де Сара Ленс одного разу назвала його «Рипай», хоча він думав, що вони копали діяльність із перестрілки. Легенди зустрічають його у Фіст-Сіті, штат Оклахома, коли вони переслідували Хаверака, привабленого гнівом інопланетного хробака, який виділяє золото. Після того, як Хаверак був убитий Астра Лоуг, Рівз повернув місто Кулака в порядок.
- Рівз виступає як персонаж, якого грає Гері Бідл у телесеріалі 2021 року «Навколо світу за 80 днів»[28].
- Повідомлялося, що в 2015 році HBO розробляє мінісеріал, заснований на біографії Арта Т. Бертона 2006 року (спродюсований Морганом Фріменом)[29] Пізніше концепт був придбаний Amazon Studios у 2019 році та замовлений до серіалу у 2022 році під назвою Twin Territories[30].
- У сезоні 34, епізод 14 Сімпсонів, «Карл Карлсон знову катається», персонаж Ленні заявляє, що телешоу «Самотній рейнджер» засноване на Рівзі.[31]
- Обмежений серіал, заснований на житті Рівза під назвою «Законники: Бас Рівз» від автора Тейлора Шерідана та Девіда Ойєлоу в головній ролі, почав транслюватися на Paramount+ 5 листопада 2023 року[32][33].

### Фільми
- У фільмі «Вони помирають на світанку» (2013) Рівза зіграв Гаррі Леннікс[34].
- «Пекло на кордоні» — бойовик 2019 року, заснований на ранній кар'єрі Рівза в правоохоронних органах, у головній ролі Девід Г'ясі . Його сценаристом і режисером став Вес Міллер, а роль другого плану зняв Рон Перлман[35].
- У квітні 2018 року повідомлялося, що Amazon Studios розробляє байопік про Рівза зі сценарієм і режисером під керівництвом Хлої Чжао[36]. Пізніше про долю проекту не повідомлялося.
- Рівза зіграв Делрой Ліндо у фільмі «Вони важче падають» (2021)[37][38].
- У незалежному фільмі «Корсикана» Рівза зіграв Ісайя Вашингтон[39].

### Театр
- П'єса про Рівза під назвою «Ковбой», написана та зрежисерована Лейоном Греєм, дебютувала в 2019 році на Національному фестивалі темношкірих театрів .[40] Він відкрився за межами Бродвею в грудні 2022 року і гратиме до грудня 2023 року в The Actors' Temple West 47th St на Мангеттені.

### Ігри
- Рівз — персонаж мініатюрної бойової гри «Дивий Захід: Вихід»[41].
- Рівз — ігровий персонаж настільної гри Western Legends .[42]
- У картковій грі Cartaventura Oklahoma грають у вигадану втечу Басса Рівза з п'ятьма можливими результатами.[43] У грі також є вкладиш із коротким викладом історії Басса Рівза.

### Комікси
- Дарко Макан, Ігор Кордій : Маршал Басс (8 книг), Делькур[44]
- Рівз грає другорядну роль у пригоді Лакі Люка «Ковбой у Хай Котоні».
- Рівз був персонажем другого плану разом із Доком Холлідеєм у міні-серіалі "Атомний робо та лицарі Золотого кола " (5 випусків)[45]

### Зал слави
- У 1992 році його прийняли в Зал великих західників Національного музею ковбоїв і західної спадщини[46].
- У 2006 році він був прийнятий до Національного музею мультикультурної західної спадщини[47].

## Виноски
1. ↑  Indian Territory comprised most of what became Eastern Oklahoma on November 16, 1907, when Oklahoma became a state. Reeves's former position as a deputy U.S. marshal was abolished at that time, so he became an officer with the Muskogee Police Department, where he served for two years until he was forced to resign because of his declining health.

## Подальше читання
- Арт Т. Бертон, Black Gun, Silver Star: The Life and Legend of Frontier Marshal Bass Reeves, University of Nebraska Press, 2006.
- Paulsen, Gary (2006). The legend of Bass Reeves: being the true and fictional account of the most valiant marshal in the West. New York: Wendy Lamb Books. ISBN 978-0-385-74661-8.
- Wallace, Christian (July 2021). The Resurrection of Bass Reeves. Texas Monthly. Процитовано 11 липня 2021.